# Moderator foruma
Moderator je sistemski skrbnik spletnih forumov. Skrbi za red na le-teh in odstranjuje sporne teme.